# Tigzmerte
Tigzmerte (en àrab تيكزمرت, Tīgzmart; en amazic ⵜⵉⴳⵣⵎⵔⵜ) és una comuna rural de la província de Tata, a la regió de Souss-Massa, al Marroc. Segons el cens de 2014 tenia una població total de 3.916 persones.